# Ingo Beyer von Morgenstern

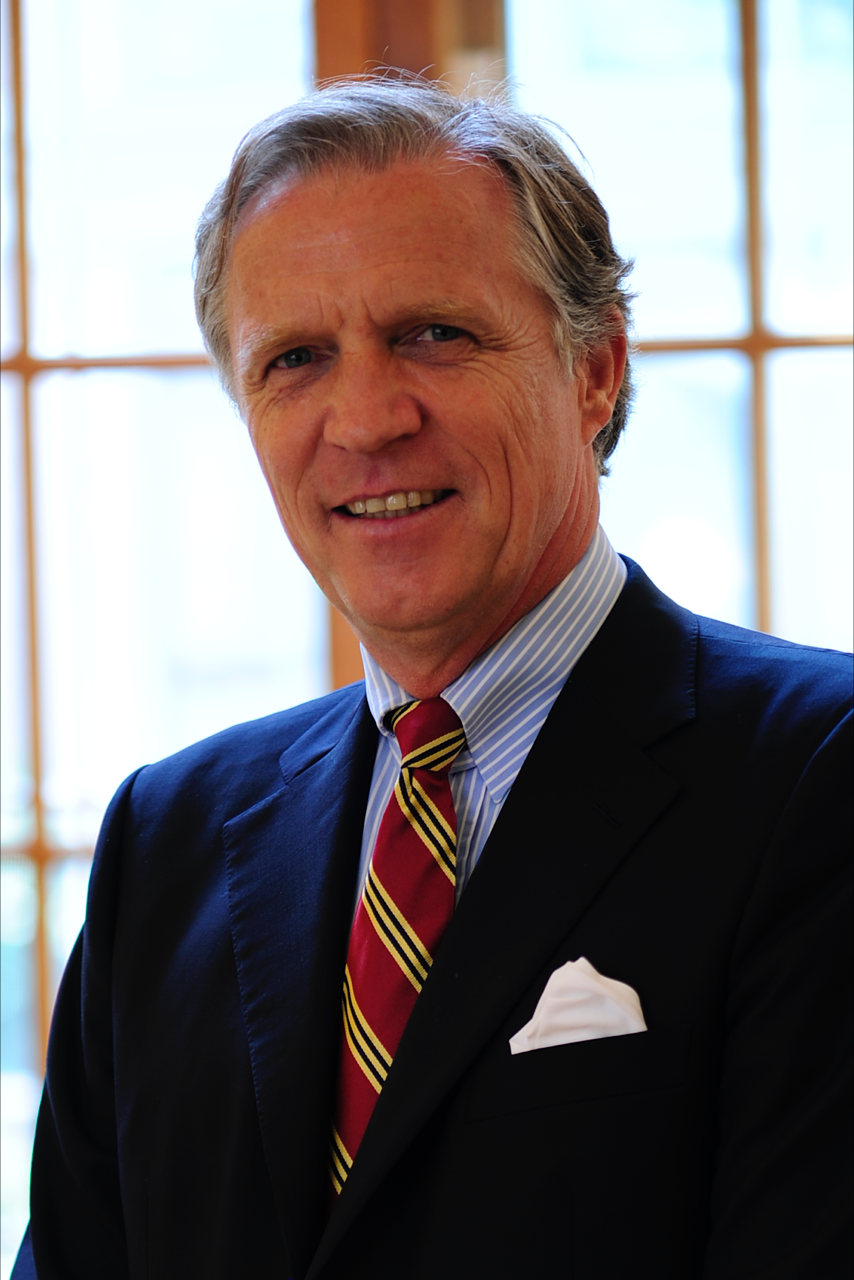
Ingo Beyer von Morgenstern

Ingo Eberhard Beyer-von Jutrzenka-Morgenstern (oft verkürzt zu Ingo Beyer von Morgenstern; * 27. August 1955 in Braunschweig) ist ein deutscher Unternehmensberater, Firmengründer und Hochschullehrer.

## Leben

### Herkunft
Beyer von Morgenstern ist der Sohn des langjährigen Leiters des Schering-Instituts der Universität Hannover Manfred Beyer (1924–2000) und der Leiterin der Dr. von Morgenstern Schulen Jutta geb. von Jutrzenka-Morgenstern (1914–2008). Ferdinand von Morgenstern (1873–1958) war sein Großvater mütterlicherseits.

### Werdegang
Beyer von Morgenstern absolvierte ein Ingenieurstudium an der Technischen Universität München, wurde 1983 im Fachgebiet der Thermodynamik und Strömungslehre promoviert. 1984 erwarb er einen MBA am INSEAD, Fontainebleau mit Distinction.
Von 1985 bis 2014 war er für McKinsey & Company tätig, bis 2005 im Münchner Büro, anschließend in Shanghai, China. Als Senior Partner war er für den globalen High Tech-, Telecom und Medien Sektor zuständig und im Director’s Committee. In den 10 Jahren in China beriet er überwiegend chinesische Unternehmen und einzelne asiatische Unternehmen.
Zunächst lehrte er an der TU München an der Fakultät für Physik und später am Lehrstuhl für Betriebswirtschaftslehre Information, Organisation und Management. Im Jahr 2005 erhielt er eine Honorarprofessur an der Tsinghua-Universität in Peking.
Beyer von Morgenstern gründete 2014 die Harbour.Space University für Technology, Entrepreneurship und Design in Barcelona und Bangkok und ist deren Vorsitzender.
Laut Forbes Magazine gründete er zusammen mit Harald Link das thailändische Fintech-Unternehmen Masii.com, das 2019 von KPMG zu den besten 100 FinTech Unternehmen der Welt gezählt wurde. Laut Bangkok Post vom 6. Januar 2020 gründete er, co- finanziert durch Santo Venture Capital, BNP Paribas und B.Grimm, die Personnel Loan Firma Siam Digital Lending mit Maxwell Meyer (Forbes 30 under 30) als CEO.
Außerdem ist er Forschungspartner beim ACATIS Qilin Marco Polo Asien Fonds (ISIN DE000A2PB655 und DE000A2PB663) mit eigenem Research Team in Shanghai. Er ist Miteigentümer und Gesellschafter der Qilin Capital Research in Shanghai und der Qilin Capital GmbH in Deutschland.
Er ist Geschäftsführer der BvM-Vermögensverwaltungs GmbH in Tagmersheim.
Beyer von Morgenstern hat regelmäßig Vorträge beim World Economic Forum gehalten, zahlreiche Beiträge zu Büchern geleistet und veröffentlicht regelmäßig in der internationalen Presse.

### Familie
In erster Ehe war er mit Nora, geborene Kausche, verheiratet, der ehemaligen Vorsitzenden von Yehudi Menuhin Live Music Now München, dessen Schirmherr Yehudi Menuhin war. Heute ist er mit Isabel, geborene von Salmuth, verheiratet. Sie moderierte in den Jahren 1993 bis 2004 unter ihrem damaligen Namen Isabel Jaenecke bei ProSieben in Berlin die Nachrichtensendung Newstime und moderiert heute bei Augsburg TV (a.tv) verschiedene Fernsehformate. Aus beiden Ehen sind insgesamt 5 Kinder hervorgegangen.

### Schlossbesitz und Polosport
Beyer von Morgenstern kaufte 2007 Schloss Tagmersheim mit der gesamten denkmalgeschützten Parkanlage von Guy Graf von Moy de Sons. Zunächst ließ er das Anwesen aufwändig renovieren, bis der neue Eigentümer 2014 mit seiner Familie von Shanghai in das Schloss in Bayern übersiedelte. Seitdem betreibt das Ehepaar dort einen Polo-Club. Selbst aktiver Polospieler, erreichte der damals 63-jährige Beyer von Morgenstern 2018 bei der Deutschen Polo High-Goal Meisterschaft auf dem Maifeld in Berlin den vierten Platz. 2021 gewann er in Ebreichsdorf/Wien die Austrian Open.